# Bolboceratops rosaedicatus
Bolboceratops rosaedicatus is een keversoort uit de familie cognackevers (Bolboceratidae). De wetenschappelijke naam van de soort werd in 1988 gepubliceerd door Carpaneto & Mignani.